# Center for Constitutional Rights
Het Center for Constitutional Rights (Nederlands: Centrum voor Grondwettelijke Rechten) is een in 1966 opgerichte Amerikaanse non-profit burgerrechten-organisatie die gevestigd is in New York. In de jaren '70 won de organisatie de rechtszaak Monell vs. Department of Social Services, waardoor individuen en burgerrechtenbewegingen grondwettelijke rechten af konden dwingen via de rechtbank.
Het centrum, oorspronkelijk Law Center for Constitutional Rights, is opgericht door vier advocaten die burgerrechtenactivisten in Mississippi verdedigden. Zij zagen dat er behoefte was aan een particuliere organisatie die voor deze activisten opkwam in de rechtszaal. Processen waar de CCR bij betrokken was leidden tot het afschaffen van willekeurige afluisterpraktijken door de politie. Advocaten van CCR begeleidden Vietnam-veteranen die schadevergoedingen wilden. Het CCR heeft Donald Rumsfeld aangeklaagd voor schendingen van de mensenrechten in de Abu Ghraib-gevangenis in Irak.